# Jorge Suárez Díaz
Jorge Suárez Díaz (Córdoba, Veracruz, 1920 - Ciudad de México, 28 de febrero de 2009) fue un ingeniero, catedrático e investigador mexicano. Se especializó en telecomunicaciones y en radiocomunicación por microondas.

## Estudios y docencia
Realizó sus estudios de licenciatura en la Escuela Superior de Ingeniería Mecánica y Eléctrica (ESIME) del Instituto Politécnico Nacional (IPN). Siendo becario de la Armour Research Foundation cursó estudios de posgrado en el Instituto de Tecnología de Illinois y en la Universidad de Chicago.
Impartió cátedra en su alma mater de la cual fue director. En 1961 formó parte del grupo de fundadores del Centro de Investigación y de Estudios Avanzados del Instituto Politécnico Nacional (Cinvestav) en donde fue jefe de la sección de proyectos de ingeniería del Departamento de Ingeniería Eléctrica.

## Investigador y académico
Realizó investigaciones para establecer un sistema de vigilancia meteorológica en la zona sureste y sur de México con la ayuda de radares. Colaboró en la infraestructura de telecomunicaciones que se montó para los Juegos Olímpicos de México 1968 diseñando y construyendo la Estación Terrena de Telecomunicaciones Tulancingo. Fue ingeniero en jefe de Telesistema Mexicano. Fue director de la Comisión de Telecomunicacione y Meteorología de la Secretaría de Comunicaciones y Transportes. Colaboró en el diseño y construcción de la Red Federal de Microondas. 
Fue miembro de la Comisión de Energía Nuclear y de la Comisión del Espacio Exterior. Fue miembro de la Academia de Ingeniería. Fue representante de México ante el Consejo de Administración de Intelsat. Fue presidente de la Asociación Mexicana de Ingenieros en Comunicaciones y Electrónica. Fue miembro del Sistema Nacional de Investigadores y del Consejo Consultivo de Ciencias de la Presidencia de la República.

## Publicaciones
Fue autor de siete libros técnicos de comunicaciones y electrónica, así como de varios artículos de difusión publicados en revistas especializadas. 

## Premios y distinciones
- Investigador emérito por el Sistema Nacional de Investigadores en 1993.
- Premio nacional de Ciencias y Artes en el área de Tecnología y Diseño por la Secretaría de Educación Pública en 1984.
- Condecoración de la Orden al Mérito de la República Italiana.
- Reconocimiento “Amalia Solórzano de Cárdenas”.
- Premio nacional del Colegio de Ingenieros Mecánicos Electricistas (CIME).
- Premio nacional del Colegio de Ingenieros en Comunicaciones y Electrónica (CICE).
- Premio nacional de Ingeniería otorgado por el Gobierno del Distrito Federal en 2008.

El auditorio del Departamento de Ingeniería Eléctrica del Cinvestav lleva su nombre.